# كهف بار
كهف بار (بالعبرية: מערת פער‏) هي بالوعة كارستية في الجليل الأعلى، إسرائيل.
الكهف جزء من محمية طبيعية تبلغ مساحتها 14 دونمًا، أُعلن عنها عام 1967، وتحمل اسمها.

## وصلات خارجية
- "The Pa'ar Cave near Sasa" (بالعبرية). Ynet.co.il. مؤرشف من الأصل في 2020-03-26. اطلع عليه بتاريخ 2010-10-03.
- Photos from the Reserve